# Davidlloydit
Davidlloydit ist ein sehr selten vorkommendes Mineral aus der Mineralklasse der „Phosphate, Arsenate und Vanadate“. Er kristallisiert im triklinen Kristallsystem mit der chemischen Zusammensetzung Zn3(AsO4)2(H2O)4 und ist damit chemisch gesehen ein wasserhaltiges Zink-Arsenat.
Davidlloydit entwickelt an seiner Typlokalität bis 500 µm große Aggregate, die aus subparallelen bis leicht divergierenden prismatischen Kristallen bis zu 100 × 20 × 10 µm Größe bestehen. Die mit Stranskiit, Geminit und Adamin-Olivenit vergesellschaften Kristalle des Davidlloydits liegen auf und zum Teil auch in einer Matrix aus feinkörnigem Calcioandyrobertsit.
Die Typlokalität des Minerals ist die so genannte dritte Oxidationszone (44. Sohle, 4400-foot level) der Tsumeb Mine bei Tsumeb, Region Oshikoto, Namibia.

## Etymologie und Geschichte
Bei der Untersuchung eines Minerals auf einer Stufe aus der ehemaligen Sammlung von Charles Locke Key (Namenspatron für Ludlockit und Keyit), die im Jahre 2003 durch das Royal Ontario Museum in Toronto, Kanada, erworben wurde, stellte sich dieses Mineral als eine neue Phase heraus. Ein kanadisches Wissenschaftlerteam vom „Department of Geological Sciences“ der University of Manitoba in Winnipeg, Kanada, und dem „Department of Natural History“ des Royal Ontario Museum in Toronto führte die für eine Charakterisierung als neues Mineral notwendigen Untersuchungen durch und legte die Ergebnisse der International Mineralogical Association (IMA) vor, die dieses Mineral unter der vorläufigen Bezeichnung IMA 2011-053 im Jahre 2011 anerkannte. Durch Frank Hawthorne, Mark A. Cooper, Yassir A. Abdu, N. A. Ball, Malcom E. Back und Kimberley T. Tait erfolgte im Jahre 2012 im englischen Wissenschaftsmagazin Mineralogical Magazine die wissenschaftliche Erstbeschreibung dieses Minerals als Davidlloydit (englisch Davidlloydite). Die Autoren benannten das Mineral nach dem englischen Mineralsammler und -händler David Lloyd (* 24. März 1943 in Bristol, England), der die treibende Kraft bei der Wiedereröffnung der Tsumeb Mine im Jahre 2001 war und signifikante Beiträge zur Mineralogie vieler Lokalitäten auf den Britischen Inseln geliefert hat. Er war u. a. Ko-Autor der Erstbeschreibung des Barstowit.
Das Typmaterial für Davidlloydit (Holotyp, Katalog-Nr. M56120) wird im Royal Ontario Museum in Toronto, Kanada, aufbewahrt.

## Klassifikation
In der veralteten 8. Auflage der Mineralsystematik nach Strunz war der Davidlloydit noch nicht aufgeführt.
In der zuletzt 2018 überarbeiteten Lapis-Systematik nach Stefan Weiß, die formal auf der alten Systematik von Karl Hugo Strunz in der 8. Auflage basiert, erhielt das Mineral die System- und Mineralnummer VII/C.11-035. Dies entspricht der Klasse der „Phosphate, Arsenate und Vanadate“ und dort der Abteilung „Wasserhaltige Phosphate, ohne fremde Anionen“, wo Davidlloydit zusammen mit Arsenohopeit, Barahonait-(Al), Barahonait-(Fe), Batagayit, Currierit, Fahleit, Hopeit, Nizamoffit, Parahopeit, Phosphophyllit, Radovanit und Smolyaninovit eine unbenannte Gruppe mit der Systemnummer VII/C.11 bildet.
In der seit 2001 gültigen und von der IMA bis 2009 aktualisierten 9. Auflage der Strunz’schen Mineralsystematik hat der Davidlloydit keinen Eintrag.
In der vorwiegend im englischen Sprachraum gebräuchlichen Systematik der Minerale nach Dana ist der Davidlloydit nicht gelistet.

## Chemismus
Mikrosondenanalysen an Davidlloydit aus der Tsumeb Mine ergaben Mittelwerte von 37,95 % ZnO; 5,65 % CuO; 43,03 % As2O5 und 13,27 H2O (durch Kristallstrukturanalyse berechnet), woraus sich auf der Basis von 12 Anionen mit H2O = 4 a.p.f.u. (Atome pro Formeleinheit) die empirische Formel (Zn2,53Cu0,39)Σ=2,92As2,03O8(H2O)4 errechnete, welche sich zu Zn3(AsO4)2(H2O)4 idealisieren lässt.
Davidlloydit ist ein Dimorph zu und damit chemisch identisch mit Arsenohopeit. Er stellt das As5+-dominante Analogon zu den P5+-dominierten Mineralen Parahopeit und Hopeit und das kristallwasserreichere Analogon zum Warikahnit dar.

## Kristallstruktur
Davidlloydit kristallisiert im triklinen Kristallsystem in der Raumgruppe P1 (Raumgruppen-Nr. 2) mit den Gitterparametern a = 5,9756 Å; b = 7,6002 Å; c = 5,4471 Å; α = 84,2892°; β = 90,4920° und γ = 87,9958° sowie einer Formeleinheit pro Elementarzelle.
In der Kristallstruktur des Davidlloydits besitzen (As5+O4)- und (ZnO4)-Tetraeder gemeinsame Ecken und bilden auf diese Weise Schichten der Form [ZnAsO4]. Sowohl im Davidlloydit als auch in Parahopeit sind diese Schichten in Richtung der b-Achse [010] gestapelt und durch gemeinsame Ecken mit den ZnO2(H2O)4-Oktaedern miteinander verknüpft. Die Position des [6]Zn über den Schichten differiert in den beiden Strukturen. Die As-Position ist durch vier O-Anionen mit einer mittleren Distanz von 1,687 Å tetraedrisch koordiniert, was für As5+ charakteristisch ist. Es gibt zwei Zn-Positionen mit unterschiedlichen Koordinationszahlen, die beide primär mit Zn und untergeordnet mit Cu2+ besetzt sind. Die Zn(1)-Position ist durch zwei O2−-Anionen und vier (H2O)-Gruppen oktaedrisch koordiniert, die Zn(2)-Position durch O2−-Anionen tetraedrisch koordiniert. Die für das Zn(1)-Oktaeder beobachtete [4+2]-Verzerrung legt nahe, dass das durch Mikrosondenanalysen nachgewiesene Cu geordnet auf der oktaedrisch koordinierten Zn(1)-Position sitzt. Dies kann durch die positionsspezifische Formel [6](Zn0,6Cu0,4)[4]Zn2(AsO4)2(H2O)4 beschrieben werden.
Es gibt sechs kristallographisch eindeutige Anionen, O(1) bis O(6). Die Anionen O(4) und O(6) sind Akzeptor-Anionen für die Wasserstoffbrückenbindungen vom Donator-Anion O(5), die Anionen O(1) und O(2) sind Akzeptor-Anionen für die Wasserstoffbrückenbindung vom Donator-Anion O(6).
Davidlloydit ist ein trikliner Polytyp zum orthorhombischen Arsenohopeit. Die Kristallstruktur von Davidlloydit ist eng verwandt mit der von Parahopeit, aber nicht isotyp (isostrukturell) mit ihr.

## Eigenschaften

### Morphologie
Davidlloydit entwickelt an seiner Typlokalität nach der c-Achse [001] gestreckte und nach {010} plattige Kristalle bis zu 100 × 20 × 10 µm Größe, die ein Längen-Breiten-Verhältnis von ≈ 10:1 aufweisen und zu subparallelen bis leicht divergierenden Aggregaten von bis zu 500 µm Größe zusammentreten.
Die tragende Form der Kristalle ist das zweite Pinakoid b {010}, als weitere Form wurde lediglich das untergeordnete erste Pinakoid a {100} identifiziert. Zwillinge wurden nicht beobachtet.

### Physikalische und chemische Eigenschaften
Die Kristalle des Davidlloydits sind farblos, ihre Strichfarbe ist aber immer weiß. Die Oberflächen der wohl durchsichtigen Kristalle weisen einen schimmernden glasartigen Glanz auf, was gut mit den Werten für die Lichtbrechung übereinstimmt. An den Kristallen des Davidlloydits wurden mittelhohe Werte für die Lichtbrechung (nα = 1,671; nβ = 1,687; nγ = 1,695) und für die Doppelbrechung (δ = 0,024) festgestellt. Davidlloydit ist nicht pleochroitisch.
Davidlloydit weist keine Teilbarkeit auf, besitzt aber eine deutliche Spaltbarkeit nach {010}. Aufgrund seiner Sprödigkeit bricht er ähnlich wie Amblygonit, wobei die Bruchflächen uneben bis hackig ausgebildet sind. Mit einer Mohshärte von 3 bis 4 gehört das Mineral zu den mittelharten Mineralen und lässt sich wie die Referenzminerale Calcit (Härte 3) mit einer Kupfermünze bzw. Fluorit (Härte 4) mit einem Taschenmesser ritzen. Die berechnete Dichte für Davidlloydit beträgt 3,661 g/cm³.
Davidlloydit zeigt weder im lang- noch im kurzwelligen UV-Licht eine Fluoreszenz.

## Bildung und Fundorte
Als extrem seltene Mineralbildung konnte Davidlloydit bisher (Stand 2018) lediglich von einem Fundort beschrieben werden. Als Typlokalität gilt die „Tsumeb Mine“ bei Tsumeb, Region Oshikoto, Namibia, wobei der genaue Fundort innerhalb des Bergwerks die so genannte dritte Oxidationszone (4400-foot level) ist. Vorkommen von Davidlloydit in Deutschland, Österreich oder in der Schweiz sind damit nicht bekannt.
Davidlloydit ist ein typisches Sekundärmineral, welches sich in der Oxidationszone einer arsenreichen polymetallischen Buntmetall-Lagerstätte gebildet hat. Das Zink stammt aus der Verwitterung von Sphalerit, das Arsen aus oxidiertem Tennantit. In der „Tsumeb Mine“ fand sich das Mineral auf einer Stufe auf- und eingewachsen in feinkörnigen Calcioandyrobertsit. Weitere Parageneseminerale sind Stranskiit, Geminit und Adamin-Olivenit.

## Verwendung
Mit einem ZnO-Gehalt von ca. 38 Gew.-% wäre Davidlloydit ein reiches Zinkerz. Aufgrund seiner extremen Seltenheit ist er jedoch nur für den Mineralsammler von Interesse.